# Sephisa
Genre
Sephisa est un genre de lépidoptères diurnes de la famille des nymphalidés et de la sous-famille des apaturinés que l'on trouve en Asie. Ce genre a été décrit par Frederic Moore en 1882.

## Quelques espèces
- Sephisa chandra
- Sephisa daimio
- Sephisa dichroa (espèce type),
- Sephisa princeps
- Sephisa rex
- Sephisa stubbsi
- Sephisa taiwana
- Sephisa veria